# Caerwys
Caerwys è un centro abitato del Galles, situato nella contea del Flintshire.